# Gran San Luis (Argentina)
Se denomina Gran San Luis a la aglomeración urbana que se extiende desde la ciudad argentina de San Luis dentro de la provincia homónima, a las localidades de Juana Koslay, La Punta, El Volcán y Potrero de los Funes.
Considerado como aglomerado por el INDEC a partir del Censo de 2001, en 2010 ya contaba con 200.000 habitantes. Es la aglomeración más poblada de la provincia de San Luis y la N° 18 a nivel nacional.
En el anterior censo contaba con 164.374 habitantes, si se incluye la población de todas las localidades que actualmente integran el Gran San Luis, lo que representa un incremento poblacional del 12,6%.

## Evolución demográfica
| San Luis             | Juan Martín de Pueyrredón | 206.921 | 169.947 | 153.322        | 110.136 |
| Juana Koslay         | Juan Martín de Pueyrredón | 19.696  | 12.467  | 8.689          | 4.186   |
| La Punta             | Juan Martín de Pueyrredón | 21.873  | 13.182  | Fundación 2003 | [ 5 ]   |
| El Volcán            | Juan Martín de Pueyrredón | 3.001   | 1.775   | 1.419          | 769     |
| Potrero de los Funes | Juan Martín de Pueyrredón | 3.963   | 1.698   | 944            | 410     |
| Total                |                           | 255.454 | 199.069 | 164.374        | 115.501 |